# Jenny Gröllmann
Jenny Gröllmann (Amburgo, 5 febbraio 1947 – Berlino, 9 agosto 2006) è stata un'attrice tedesca.

## Biografia
Jenny Gröllmann era figlia di Otto e Gertrud Gröllmann. Suo padre prese parte alla guerra civile spagnola. Più tardi Otto Gröllmann divenne scenografo. Sua madre Gertrud invece è stata una fotografa teatrale e più tardi si mise a capo di una rivista cinematografica.
A solo l'eta di due anni Jenny Gröllmann si trasferì nella zona sovietica a Schwerin (Meclemburgo-Pomerania Anteriore) e poi definitivamente a Dresda. Sviluppò subito la passione per il teatro e a 14 anni ebbe una parte in uno spettacolo teatrale. Trasferitasi presto a Berlino si iscrisse alla scuola di recitazione. All'età di 26 anni trovò un posto nel famoso teatro di Berlino Maxim Gorki. Non essendo stata molto fortunata nella carriera teatrale provò con il grande schermo e anche con la televisione, riscuotendo un buon successo. Nel 1973 sposò il regista Michael Can, dopo il divorzio dal regista si risposò con l'attore Ulrich Mühe, passando informazioni alla Stasi su quest'ultimo.
Da Mühe la Gröllmann ebbe una figlia, Anna Maria (nata nel 1985), che sarebbe in seguito diventata pure lei attrice.
Nel 1999 si ammalò di cancro, superò questa fase ma nel 2005 fu di nuovo colpita dal male che la costrinse ad abbandonare il set della soap Tempesta d'amore. Jenny è morta il 9 agosto 2006 ad appena 59 anni.

## Filmografia

### Cinema
- Storie di quella notte (1967)
- Sono stata diciannovenne (1968)
- Do you know Urbana? (1971)
- Adamo ed Eva (1973)
- The Escape (1977)
- Innocente condannato (1996)
- Solo per una notte (1997)
- Assassinio di un titolo (1999)

### Televisione
- Salut Germain
- Filmmaker
- Polizeiruf 110
- Squadra Speciale Cobra 11
- Un cane di fronte alla tv
- Un caso per due
- Liebling kreuzberg
- Tatort
- Il nostro insegnante dottor Picchio
- Come amicizia
- In nome della legge
- Tempesta d'amore